# Poecilopsis errans
Poecilopsis errans är en fjärilsart som beskrevs av Harrison. Poecilopsis errans ingår i släktet Poecilopsis och familjen mätare. Inga underarter finns listade i Catalogue of Life.